# Pleotrichophorus persimilis
Pleotrichophorus persimilis är en insektsart som beskrevs av Carl Julius Bernhard Börner 1950. Pleotrichophorus persimilis ingår i släktet Pleotrichophorus och familjen långrörsbladlöss. Arten är reproducerande i Sverige.

## Underarter
Arten delas in i följande underarter:
- P. p. afghanensis
- P. p. persimilis